# Hermonassa pygmaea
Hermonassa pygmaea là một loài bướm đêm trong họ Noctuidae.